# اوسترزی
اوسترزی (به هلندی: Oosterzee) یک منطقهٔ مسکونی در هلند است که در لمسترلند واقع شده‌است. اوسترزی ۹۱۵ نفر جمعیت دارد.